# ادموند رندولف
 ادموند رندولف (انگلیسی: Edmund Randolph؛ ۱۰ اوت ۱۷۵۳ – ۱۲ سپتامبر ۱۸۱۳) یک سیاست‌مدار اهل ایالات متحده آمریکا بود.